# الليري
الليري مدينة تقع في ولاية جنوب كردفان في السودان على ارتفاع 915 متر فوق سطح البحر وتبعد بمسافة 836 كيلومتر جنوب غرب العاصمة السودانية الخرطوم و148 كيلو متر عن مدينة كادقلي و61 كيلومتر عن تلودي، في منطقة ذات إنتاج حيواني ونباتي ومعدني مكثف شرقي جبال النوبة.  من أجمل القرى لدي الليري  هي قرية التبسه التي تتواجد فيها جميع الرحل أكثرهم الفلاتة  
و العرب البادية 
لدي اعدت مراكز لدي
مركز أبكر هارون عثمان  

## التسمية
الليري هو اسم لقبيلة من قبائل مجموعة النوبة الإثنية التي تستوطن المنطقة وقد وسميت المنطقة باسمها وهو أيضاً اسم الجبل الذي تقع عليه البلدة.

## التاريخ
تعتبر الليري من أقدم مناطق جبال النوبة التي استوطنها الإنسان منذ زمن قديم جداً. ويرجع تاريخها المدون إلى حقبة السلطنة الزرقاء، وتدل الآثار على أنها كانت معبراً للجماعات النيلية التي دخلت إلى بلاد السودان من جهة الجنوب. وعُرفت الليري بمقاومتها للإستعمار فقد ذكرت الوثائق البريطانية بإن المك كوكو كوبانقو، ملك اللفوفا رفض دفع الضرائب التي فرضها الحكم الثنائي الإنجليزي المصري على منطقته عام 1914 وحرض أهله على المقاومة وظل في حالة حرب مع الإنجليز في الفترة من عام 1926 وحتى عام 1929 والذين استخدموا الطيران الحربي ضده حتى أن تمكنوا من القبض عليه ومن ثم ّنفيِّه إلى الخرطوم حيث أسس حلة كوكو الحالية بالخرطوم بحرى.

## الموقع الجغرافي
تقع الليري في ولاية جنوب كردفان بين خطي 10 شمالاً و30 شرقاً. ويحدها من جهة الجنوب ولاية الوحدة ومن الشرق ولاية أعالي النيل بجنوب السودان، ومن الشمال والغرب محليتى قدير ومدينة تلودي.

## الطوبغرافيا
تقع منطقة الليري في التلال الشرقية لجبال النوبة ويعتبر جبل الليري أعلى نقطة فيها والذي يقسم المنطقة إلى قسمين واحد من الناحية الشرقية ويعرف باسم الليرى شرق، وآخر من الناحية الغربية وهو الليرى غرب.

## الإدارة
تم في عام 1995 إعلان الليري محلية ريفية. وفي عام 2003 تم تحويلها إلى وحدة إدارية تتبع إلى محلية تلودي ثم تحولت مرة أخرى إلى محلية من محليات السودان مقسمة إلى ثلاث وحدات إدارية وهي:
- الليرى غرب

وتضم طنقرو وأحياءها، الدمبلو، دلاس، تومرية، اللميرة، كرندي، جمجام، أم ضهيب، جغب جار النبي، تيرا وتالو، أم كوارو، السرف، أبو دوم، الحجيرات، أبو فيدة، كركراية، العتماني، جبل الليري، أبوجرقولا، أم بَعَام، الرقبة در، أم قنعان، والحلوف.
- الليري شرق

وتشمل مدينة الليري شرق (الخور) وأحياءها: تيرو، تيلا، أم قجة، أم شطة، الجبل الأخضر، الجبل الأحمر، الجبيل الازيرق، الجحر، التبسة، جبيل خمجان، جبل لفوفة، تكوي، وقردود تورو.
- الليري جنوب

وتتكون من الرئاسة الإدارية لونو وأحيائها: جبيل شبيلو، اللكولات، تكيم، طيطي، ليما الحميرة، ليما الزريقة، الدبكر، اللبان، حلاتي، الجبيل الأبيض، تُكُر، والسد.
أما نظام الإدارة الأهلية فيتكون من 6 عموديات هي عمودية الليرى وعلى رأسها العمدة محمد آدم التمرى، وعمودية الكواهلة وعلى رأسها العمدة أحمد حامد الحسن، وعمودية الحوازمة وعلى رأسها العمدة عمر الشريف، وعمودية لفوفة وعلى رأسها المك حمدان محمد كندة، وعمودية الخلايفة وعلى رأسها العمدة محمد آدم التمرى، وعمودية الرواوقة وعلى رأسها العمدة فضل المولى التاتوم،
ويساعد العمداء 60 شيخاً يضطلعون بمهام تنفيذية. وتأتي على قمة هرم الإدارة الأهلية الإمارة ويتولاها حالياً (2018) الأمير عبد الله إدريس عبد الله.

## السكان
يبلغ عدد سكان الليري وفق آخر تعداد جرى في عام 2010 حوالي 42,000 نسمة موزعين على حوالي 50 قرية تنتشر حول جبل الليري والذي يعرف أيضا محلياً بجبل الكريس، ومنها قري حلاتي، الدبكر، ليما الحميرة، ليما الزريقة، اللبان، الجبيل اللبيض، تكيم، تكروكلها تقع شرق الجبل. أما الجزء الغربي من الجبل فتقع أبعد قرية منه على مسافة 45 كيلومتر ومنها قرى كرندي، الحجيرات، أم ضهيب، جمجام.

## الإقتصاد
يعتمد اقتصاد منطقة الليري على الزرعة والمنتجات الغابية المحلية كالقنقليص والعرديب والدوم والنبق وعلى التعدين والخدمات اللوجستية المتصلة به خاصة بمناجم الذهب في مناطق القباب، الطيار، الأخضر، الكركر، السد وأم قيعان. ويعمل فيه أكثر من 25 ألف شخص من منطقة الليري وخارجها. كما يعتمد الاقتصاد بشكل خاص على تربية الحيوان والرعي إلى جانب المنتجات البستانية كالفواكه والخضر.